# Deinypena bifasciata
Deinypena bifasciata là một loài bướm đêm trong họ Noctuidae.